# Hu Yicheng
Hu Yicheng (en chino: 胡译乘; 13 de noviembre de 1998) es una deportista china que compite en gimnasia en la modalidad de trampolín.
Ganó cuatro medallas en el Campeonato Mundial de Gimnasia en Trampolín entre los años 2021 y 2023. Además, consiguió una medalla de oro en los Juegos Mundiales de 2025.
Participó en los Juegos Olímpicos de París 2024, ocupando el octavo lugar en la prueba individual.

## Palmarés internacional
| Campeonato Mundial | Campeonato Mundial       | Campeonato Mundial | Campeonato Mundial |
| Año                | Lugar                    | Medalla            | Prueba             |
| ------------------ | ------------------------ | ------------------ | ------------------ |
| 2021               | Bakú (Azerbaiyán)        | Medalla de oro     | Sincronizado       |
| 2022               | Sofía (Bulgaria)         | Medalla de oro     | Equipo             |
| 2022               | Sofía (Bulgaria)         | Medalla de bronce  | Individual         |
| 2023               | Birmingham (Reino Unido) | Medalla de oro     | Equipo             |